# Гюнтер фон Гаммерштайн-Екворд
Гюнтер Едмунд Цернер фрайгерр фон Гаммершайн-Екворд (нім. Günther Edmund Wilhelm Freiherr von Hammerstein-Equord; 16 вересня 1877 — 17 жовтня 1965, Кіль) — німецький офіцер, генерал-лейтенант вермахту. Кавалер Німецького хреста в сріблі.

## Біографія
Виходець із давнього дворянського роду Гаммерштайн. 7 березня 1896 року поступив на службу в Прусську армію. Учасник Першої світової війни, за бойові заслуги відзначений численними нагородами. Після завершення війни продовжив службу в рейхсвері. 30 листопада 1933 року вийшов у відставку.
1 листопада 1938 року призваний на службу у вермахт, однак призначення отримав 15 травня 1940 року — комендант Копенгагена і Данських островів. 25 жовтня 1940 року відправлений у резерв, 15 листопада призначений командиром 526-ї піхотної дивізії, а з 7 березня 1941 року — також комендантом 672-ї вищої польової комендатури, а також комендантом Брюсселю. 1 листопада 1943 року знову відправлений у резерв, а 31 травня 1944 року — у відставку.

## Нагороди
- Залізний хрест 2-го і 1-го класу
- Лицарський хрест королівського ордена дому Гогенцоллернів з мечами
- Хрест «За вислугу років» (Пруссія)
- Ганзейський хрест (Гамбург і Любек)
- Хрест «За військові заслуги» (Мекленбург-Шверін)
- Лицарський хрест 2-го класу ордена Білого сокола з мечами
- Військова медаль (Османська імперія)
- Срібна медаль «Імтияз» із шаблями (Османська імперія)
- Нагрудний знак «За поранення» в чорному
- Почесний хрест ветерана війни з мечами
- Хрест Воєнних заслуг 2-го і 1-го класу з мечами
- Німецький хрест в сріблі (31 жовтня 1943)